# Argelia en los Juegos Olímpicos de la Juventud 2018
Argelia compitió en los Juegos Olímpicos de la Juventud 2018 en Buenos Aires, Argentina, celebrados entre el 6 y el 18 de octubre de 2018. Su delegación estuvo conformada por 30 atletas y obtuvo cinco medallas plateadas en las justas deportivas.

## Deportes

### Atletismo
| Atleta         | Evento | Stage 1  | Stage 1 |
| Atleta         | Evento | Result   | Rank    |
| -------------- | ------ | -------- | ------- |
| Said Khoufache | 5000 m | 22:00'00 | 12      |

## Medallero
| Medalla       | Oro | Plata | Bronce | Total |
| ------------- | --- | ----- | ------ | ----- |
| Total oficial | 0   | 5     | 0      | 5     |

## Competidores
| Deportes  | Hombres | Mujeres | Total |
| --------- | ------- | ------- | ----- |
| Atletismo | 1       |         | 1     |
| Total     | 1       |         | 1     |